# Thomas William Murphy
Thomas William Murphy CSsR (* 17. Dezember 1917 in Omaha, Nebraska, Vereinigte Staaten; † 6. Juli 1995) war ein US-amerikanischer Ordensgeistlicher und römisch-katholischer Bischof von Juazeiro in Brasilien.

## Leben
Thomas William Murphy trat der Ordensgemeinschaft der Redemptoristen bei und legte am 2. August 1938 die Profess ab. Am 27. Dezember 1950 empfing er die Priesterweihe.
Papst Johannes XXIII. ernannte ihn am 16. Oktober 1962 zum ersten Bischof des neuerrichteten Bistums Juazeiro. Der Erzbischof von Omaha, Gerald Thomas Bergan, spendete ihm am 2. Januar des folgenden Jahres die Bischofsweihe; Mitkonsekratoren waren William Tibertus McCarty CSsR, Bischof von Rapid City, und Glennon Patrick Flavin, Weihbischof in Saint Louis.
Er nahm an der zweiten und vierten Sitzungsperiode des Zweiten Vatikanischen Konzils als Konzilsvater teil. 
Am 29. Dezember 1973 nahm Papst Paul VI. seinen Verzicht auf das Bistum Juazeiro an und ernannte ihn zum Titularbischof von Sululos und zum Weihbischof in São Salvador da Bahia.